# Juho Mannermaa
Juho Abraham Mannermaa (till år 1906 Mennander), född 29 maj 1871 i Frantsila, död 6 februari 1943 i Uleåborg, var biskop i Uleåborgs stift inom Evangelisk-lutherska kyrkan i Finland åren 1936-1943
Mannermaa studerade teologi vid Helsingfors universitet och prästvigdes år 1893. Efter det verkade han som församlings- och fängelsepräst på olika orter i Finland. Mannermaa var även med i kommittén som förberedde översättningen av Bibeln till finska. Översättningen stadfästes av kyrkomötet år 1933 och 1938.
Mannermaa var ock politiskt aktiv och satt i Finlands riksdag 1911-1927. Han representerade Finska partiet som senare blev Samlingspartiet.